# San Simón (Bolívar)
San Simón ist eine Ortschaft und eine Parroquia rural („ländliches Kirchspiel“) im Kanton Guaranda der ecuadorianischen Provinz Bolívar. Die Parroquia besitzt eine Fläche von 96,73 km². Die Einwohnerzahl lag im Jahr 2010 bei 4203.

## Lage
Die Parroquia San Simón liegt in der Cordillera Occidental. Das Gebiet reicht im Osten bis zu deren Hauptkamm mit Höhen bis zu 4344 m. Der Río Cachisagua fließt entlang der nördlichen Verwaltungsgrenze nach Westen und mündet schließlich in den Río Chimbo. Dieser begrenzt anschließend das Verwaltungsgebiet im Westen. Der etwa 2650 m hoch gelegene Hauptort befindet sich 5,5 km südsüdöstlich der Provinzhauptstadt Guaranda. Die Fernstraße E492 (Guaranda–Riobamba) führt entlang der nördlichen Verwaltungsgrenze nach Osten.
Die Parroquia San Simón grenzt im Norden an das Municipio von Guaranda, im Nordosten und im Osten an die Provinz Chimborazo mit den Parroquias San Juan (Kanton Riobamba) und dem Municipio Villa La Unión (Kanton Colta), im Süden an die Parroquia San Lorenzo sowie im Westen an die Parroquias San José de Chimbo (Kanton Chimbo) und Santa Fe.

## Geschichte
Die Parroquia San Simón wurde am 2. August 1885 gegründet. Zuvor hieß der Hauptort Yacoto Bajo.